# Denmark, Nam Carolina
Denmark, Nam Carolina là một thành phố thuộc quận San Mateo, California, Hoa Kỳ, được thành lập vào năm. Dân số là 3.600 năm 2016. Thành phố này nằm ở Nam Carolina

## Địa lý

### Khí hậu
Denmark có khí hậu ôn hòa, có đặc điểm là mùa hè mát mẻ và mùa đông ẫm ước, hơi sương
| Dữ liệu khí hậu của Denmark, Nam Carolina | Dữ liệu khí hậu của Denmark, Nam Carolina | Dữ liệu khí hậu của Denmark, Nam Carolina | Dữ liệu khí hậu của Denmark, Nam Carolina | Dữ liệu khí hậu của Denmark, Nam Carolina | Dữ liệu khí hậu của Denmark, Nam Carolina | Dữ liệu khí hậu của Denmark, Nam Carolina | Dữ liệu khí hậu của Denmark, Nam Carolina | Dữ liệu khí hậu của Denmark, Nam Carolina | Dữ liệu khí hậu của Denmark, Nam Carolina | Dữ liệu khí hậu của Denmark, Nam Carolina | Dữ liệu khí hậu của Denmark, Nam Carolina | Dữ liệu khí hậu của Denmark, Nam Carolina | Dữ liệu khí hậu của Denmark, Nam Carolina |
| Tháng                                     | 1                                         | 2                                         | 3                                         | 4                                         | 5                                         | 6                                         | 7                                         | 8                                         | 9                                         | 10                                        | 11                                        | 12                                        | Năm                                       |
| ----------------------------------------- | ----------------------------------------- | ----------------------------------------- | ----------------------------------------- | ----------------------------------------- | ----------------------------------------- | ----------------------------------------- | ----------------------------------------- | ----------------------------------------- | ----------------------------------------- | ----------------------------------------- | ----------------------------------------- | ----------------------------------------- | ----------------------------------------- |
| Lượng Giáng thủy trung bình inches (mm)   | 4.67 (119)                                | 4.3 (110)                                 | 4.8 (120)                                 | 3.6 (91)                                  | 3.8 (97)                                  | 5.8 (150)                                 | 5.8 (150)                                 | 4.8 (120)                                 | 4.18 (106)                                | 3 (76)                                    | 3 (76)                                    | 3.58 (91)                                 | 51.33 (1.306)                             |
| Số ngày mưa trung bình                    | 13                                        | 11                                        | 13                                        | 10                                        | 10                                        | 13                                        | 13                                        | 13                                        | 10                                        | 8                                         | 8                                         | 10                                        | 132                                       |
| [ cần dẫn nguồn ]                         |                                           |                                           |                                           |                                           |                                           |                                           |                                           |                                           |                                           |                                           |                                           |                                           |                                           |